# 白だし
白だし（しろだし、しらだし）とは、調味料の1つ。

## 概要
白醤油や淡口醤油に、昆布や鰹節、椎茸などから取った出汁、みりん、天日塩などを加えたもの。濃縮のめんつゆやしらつゆと同じように料理に応じて適宜希釈して使用する。
主に煮物や吸い物などの和食などを作る際に用いられる。また、和食以外にも洋食や中華料理にも応用することができる。白だしを用いると濃口醤油の含まれた濃縮めんつゆを用いた場合よりも素材の色を損なわずに料理を仕上げることができる。高級料亭をはじめ、プロの料理人に重宝されている。近年は一般家庭でも利用されている。
白醤油にだし汁をいれた調味料の発祥および開発は、白醤油をはじめて商品化した、愛知県碧南市ヤマシン醸造によって、1971年に「しらつゆ」という商品名で発売されている。白醤油にだし汁をいれた調味料に、「白だし」という名をつけて発売したのは、1978年に愛知県碧南市の七福醸造が出したものが最初である。2010年代現在では、同社以外にも多くのメーカーから発売されている。